# 泉堂成
泉堂 成（せんどう なる、10月19日 - ）は、宝塚歌劇団宙組に所属する男役スター。
埼玉県久喜市、県立鷲宮高校出身。身長170cm。愛称は「なる」。

## 来歴
2017年、宝塚音楽学校入学。
2019年、宝塚歌劇団に105期生として入団。宙組公演「オーシャンズ11」で初舞台。その後、宙組に配属。
2025年、芹香斗亜退団公演である「Razzle Dazzle」で新人公演初主演。2023年10月の芹香斗亜お披露目公演である「PAGAD」で新人公演初主演を務める予定だったが公演中止に伴い、約1年3カ月越しの初主演となった。

## 主な舞台

### 初舞台
- 2019年4 - 5月、宙組『オーシャンズ11』（宝塚大劇場）

### 宙組時代
- 2019年6 - 7月、『オーシャンズ11』（東京宝塚劇場）
- 2019年11 - 2020年2月、『El Japón（エル ハポン）-イスパニアのサムライ-』 - 新人公演：吉内（本役：風色日向）『アクアヴィーテ（aquavitae）!!』
- 2020年8 - 9月、『FLYING SAPA-フライング サパ-』（梅田芸術劇場・日生劇場）
- 2020年11 - 2021年2月、『アナスタシア』[注釈 1]
- 2021年4月、『Hotel Svizra House ホテル スヴィッツラ ハウス』（東京建物 Brillia HALL（豊島区立芸術文化劇場） - ジョルジュ・ヤーコプ
- 2021年6 - 9月、『シャーロック・ホームズ-The Game Is Afoot!-』 - 新人公演：スタンリー・ホプキンズ警部（本役：希峰かなた）『Délicieux（デリシュー）!-甘美なる巴里-』
- 2021年11 - 12月、『バロンの末裔』 『アクアヴィーテ（aquavitae）!!』（全国ツアー）
- 2022年2 - 3月、『NEVER SAY GOODBYE』（宝塚大劇場）
- 2022年4 - 5月、『NEVER SAY GOODBYE』（東京宝塚劇場） - 新人公演：タリック（本役：亜音有星）
- 2022年6月、『FLY WITH ME（フライ ウィズ ミー）』（東京ガーデンシアター）
- 2022年8 - 11月、『HiGH&LOW-THE PREQUEL-』 - メイナンツー（ボーイ）、新人公演：日向紀久（本役：瑠風輝）『Capricciosa（カプリチョーザ）!!』
- 2023年1月、『夢現（ゆめうつつ）の先に』 - メロ（宝塚バウホール）
- 2023年3 - 6月、『カジノ・ロワイヤル〜我が名はボンド〜』 - 新人公演：ミシェル・バロー（本役：桜木みなと）
- 2023年7 - 8月、『Xcalibur エクスカリバー』（東京建物 Brillia HALL） - トリスタン
- 2023年9月、『PAGAD（パガド）』 - ヨハン、 新人公演：ジョゼフ・バルサモ（本役：芹香斗亜）新人公演初主演『Sky Fantasy!』（宝塚大劇場のみ）
- 2024年6 - 8月、『Le Grand Escalier-ル・グラン・エスカリエ-』
- 2024年10 - 11月、『大海賊』 - フレデリック『Heat on Beat!（ヒートオンビート）-Evolution-』（全国ツアー）
- 2025年1 - 4月、『宝塚110年の恋のうた』『Razzle Dazzle（ラズル ダズル）』 - 警官2、新人公演：レイモンド・ブルー（本役：芹香斗亜）新人公演初主演[2][3]
- 2025年6 - 7月、『ZORRO THE MUSICAL』（東急シアターオーブ） - ホアキン
- 2025年9 - 2026年1月、『PRINCE OF LEGEND』 - 京極竜『BAYSIDE STAR』